# Geriten

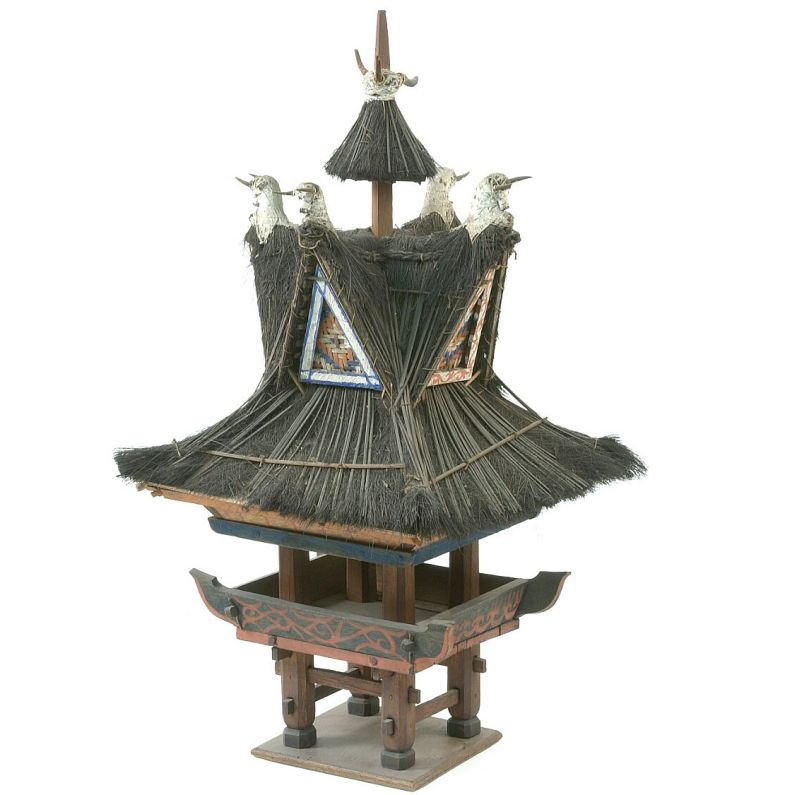
O tipo mais comum de geritens tem uma plataforma de assento abaixo do seu teto.

Geriten, ou "casa da cabeça", é a casa-caveira do povo Karo pessoas de Sumatra Setentrional, na Indonésia. É uma estrutura semelhante a um pavilhão, com um telhado de formato distinto que funcionava como um ossário, onde crânios de chefes e indivíduos importantes são preservados após a morte.

## Estrutura e função
Geriten é um termo de Batak Karo para ossuários. Um geriten tem muitas formas, porém mais comumente é moldado como uma versão em miniatura da casa Batak Karo. Um geriten pode ser pequeno ou ter a forma de um pavilhão onde as pessoas podem descansar ou fazer atividades mundanas abaixo do telhado. Um geriten também pode ser projetado em cima de uma casa de Karo como uma espécie de capitel de telhado.
Os tipos mais comuns de geritens são aqueles que são criados em um ou vários postes de altura moderada; com uma plataforma de assento sob o seu teto. Este tipo é de normalmente 2,5 x 2,5 metros de largura. O espaço abaixo do geriten é usado como um ponto de encontro para os jovens ou local de descanso para os viajantes.
A forma do telhado de Geriten é semelhante à arquitetura da casa de Karo. Os crânios de chefes e indivíduos importantes eram colocados perto do telhado. As cabeças de do búfalo-asiático eram os ornamentos de cumeeira padrão dos telhados das casas Karo em geral, porém em estruturas mortuárias como os geritens, às vezes as cabeças de figuras de búfalos eram substituídas por tábuas de madeira finamente esculpidas representando motivos de plantas ou por pequenas bandeiras. A uma curta distância para o interior da cumeeira, por trás do local onde normalmente se ergue a parte do pescoço da cabeça de búfalo, aparece outro entalhe semelhante a uma planta, representado como crescendo para cima e para fora. No meio da cordilheira, duas formas semelhantes a plantas se elevam. Um modelo de um geriten exibido no Museu Linden em Estugarda tem um longo pólo vertical estabilizado por dois mais curtos no centro da cordilheira. Este pólo é coberto com uma pluma de fibras ijuk. Um grupo similar de fibras ijuk aparece no topo de uma estrutura mortuária semelhante a uma torre para um chefe Karo. Essa pluma pode ter enfatizado que a estrutura deveria ser visitada por espíritos, em oposição às casas normais de Karo.